# Індіанська кавалерія
Індіанська кавалерія — загальна назва індіанців Середнього Заходу та Східної Америки, які під час Громадянської війни в США воювали за Конфедеративні Штати Америки переважно верхи.

## Індіанські підрозділи в збройних силах КС

### Нація черокі

Прапор черокі, яким керував Стенд Воті.

Прапор нації Чокто, прийнятий у 1860 році, який вживали племенні бригади.

- 1-ша кінна стрілецька дивізія Черокі — полковник (пізніше бригадний) Стенд Воті, полковник Джон Дрю.
- Легіон Томаса / 69-й піхотний полк Північної Кароліни — полк. Вільяма Г. Томаса
- Батальйон кавалерії черокі Скейлза/Фрая
- Кавалерійський батальйон черокі Мейєра
- Батальйон піхоти Черокі
- 2-а артилерійська батарея Черокі
- Шипи Черокі Лівінгстона[1]

### Нація Чикасо
- 1-й Чиказький піхотний полк
- 1-й полк чиказької кавалерії — полк. Вільям Л. Хантер
- 1-й батальйон кавалерії Чікасо (Бтлн. Шеко, добровольці на кінних воланах) — підполковник. Джозеф Д. Гарріс, підполковник Лемюель М. Рейнольдс, підполковник Мартін Шеко

### Нація Чокто
- 1-й полк зброї чокто та чікасо — полковник (пізніше бригадний) Дуглас Г. Купер
- 1-й стрілецький полк чокто
- 2-й кавалерійський полк чокто
- 3-й кавалерійський полк чокто
- Полк воїнів чокто Деніла
- Батальйон кінних стрільців Чокто Фолсома
- Піхотна рота Чокто Вілкінса — кап. Джон Вілкінс

### Нація Крики
- 1-й стрілецький полк криків — кол. Деніел Н. Макінтош
- 2-й стрілецький полк криків — підполковник Чіллі Макінтош

### Нація семінолів
- 1-й батальйон семінольських кінних добровольців
- 2-й батальйон семінольських кінних добровольців

### Інші
- Кавалерійський батальйон осейджів — майор Зламана рука

## Індійські підрозділи в збройних силах США

### Індіанська домашня гвардія
- 1-й полк, індіанської внутрішньої гвардії
- 2-й полк, індіанської внутрішньої гвардії — полк. Джон Річі
- 3-й полк, індіанської внутрішньої гвардії — полк. Вільям А. Філіпс
- 4-й полк, 1-й полк, індіанської внутрішньої гвардії